# NGC 4508
NGC 4508 – gwiazda podwójna znajdująca się w gwiazdozbiorze Panny. Zaobserwował ją John Herschel 19 kwietnia 1830 roku i umieścił w swoim katalogu obiektów mgławicowych.